# Gondia (Indonesië)
Gondia is een bestuurslaag in het regentschap Nias Selatan van de provincie Noord-Sumatra, Indonesië. Gondia telt 178 inwoners (volkstelling 2010).